# 贺吕湖
贺吕湖是一个位于中国湖北省荆门市的淡水湖，面积约为1.53平方千米，属于长江区。它的一级流域为长江流域，二级流域为长江干流水系。